# Wahlbezirk Böhmen 41
Der Wahlbezirk Böhmen 41 war ein Wahlkreis für die Wahlen zum Abgeordnetenhaus im österreichischen Kronland Böhmen. Der Wahlbezirk wurde 1907 mit der Einführung der Reichsratswahlordnung geschaffen und bestand bis zum Zusammenbruch der Habsburgermonarchie.

## Geschichte
Nachdem der Reichsrat im Herbst 1906 das allgemeine, gleiche, geheime und direkte Männerwahlrecht beschlossen hatte, wurde mit 26. Jänner 1907 die große Wahlrechtsreform durch Sanktionierung von Kaiser Franz Joseph I. gültig. Mit der neuen Reichsratswahlordnung schuf man insgesamt 516 Wahlbezirke, wobei mit Ausnahme Galiziens in jedem Wahlbezirk ein Abgeordneter im Zuge der Reichsratswahl gewählt wurde. Der Abgeordnete musste sich dabei im ersten Wahlgang oder in einer Stichwahl mit absoluter Mehrheit durchsetzen. Der Wahlkreis Böhmen 41 umfasste die Gerichtsbezirke Hořitz, Neupaka, Lomnitz, wobei folgende Gemeinden ausgenommen waren:
- aus dem Gerichtsbezirk Hořitz die gleichnamige Stadt Hořitz (Wahlbezirk 22)
- aus dem Gerichtsbezirk Neupaka die Gemeinden Großborowitz, Stikau, Stupna und Widach (alle Wahlbezirk 130) sowie die gleichnamige Stadt Neupaka (Wahlbezirk 22)
- aus dem Gerichtsbezirk Lomnitz an der Popelka die gleichnamige Stadt Lomnitz an der Popelka (Wahlbezirk 22)

Aus der Reichsratswahl 1907 ging der Antonín Zázvorka (Tschechische Agrarpartei) als Sieger hervor. Er konnte sich in der Stichwahl mit 61 Prozent der Stimmen gegen den Kandidaten der Tschechischen Sozialdemokratischen Partei Josef Jarolím durchsetzen. Bei der Reichsratswahl 1911 trat Josef Žd'árský für die Tschechische Agrarpartei an. Auch er siegte in der Stichwahl gegen den Kandidaten der Tschechischen Sozialdemokratischen Partei, wobei Žd'árský mit 65 Prozent der Stimmen diesmal gegen Ján Janč gewann.

## Wahlergebnisse

### Reichsratswahl 1907
Die Reichsratswahl 1907 wurde am 14. Mai 1907 (erster Wahlgang) sowie am 23. Mai 1907 (Stichwahl) durchgeführt.

#### Erster Wahlgang
| Kandidat                                                                      | Partei                                  | Wahlkreis- stimmen | Prozent |
| ----------------------------------------------------------------------------- | --------------------------------------- | ------------------ | ------- |
| Antonín Zázvorka                                                              | Tschechische Agrarpartei                | 4080               | 34,1 %  |
| Josef Jarolím                                                                 | Tschechische Sozialdemokratische Partei | 3070               | 25,7 %  |
| František Šulc                                                                | Agrarier                                | 2705               | 22,6 %  |
| Josef Matoušek                                                                | Realisten                               | 1473               | 12,3 %  |
|                                                                               | Jungtschechen                           | 583                | 4,9 %   |
|                                                                               | Sonstige Parteien                       | 57                 | 0,5 %   |
| Wahlberechtigte: 13.429, Ungültige/Leere Stimmen: 99, Wahlbeteiligung: 89,9 % |                                         |                    |         |

#### Stichwahl
| Kandidat                                                                       | Partei                                  | Wahlkreis- stimmen | Prozent |
| ------------------------------------------------------------------------------ | --------------------------------------- | ------------------ | ------- |
| Antonín Zázvorka                                                               | Tschechische Agrarpartei                | 6542               | 60,7 %  |
| Josef Jarolím                                                                  | Tschechische Sozialdemokratische Partei | 4244               | 39,3 %  |
| Wahlberechtigte: 13.429, Ungültige/Leere Stimmen: 127, Wahlbeteiligung: 81,3 % |                                         |                    |         |

### Reichsratswahl 1911
Die Reichsratswahl 1911 wurde am 13. Juni 1911 sowie am 20. Juni 1911 (Stichwahl) durchgeführt.

#### Erster Wahlgang
| Kandidat                                                                       | Partei                                  | Wahlkreis- stimmen | Prozent |
| ------------------------------------------------------------------------------ | --------------------------------------- | ------------------ | ------- |
| Josef Žd'árský                                                                 | Tschechische Agrarpartei                | 4324               | 41,4 %  |
| Ján Janč                                                                       | Tschechische Sozialdemokratische Partei | 2804               | 26,8 %  |
| František Šulc                                                                 | Tschechische Christlichsoziale Partei   | 1998               | 19,1 %  |
| Jan Franc                                                                      | Tschechisch national-soziale Partei     | 1281               | 12,3 %  |
|                                                                                | Sonstige Parteien                       | 43                 | 0,4 %   |
| Wahlberechtigte: 13.705, Ungültige/Leere Stimmen: 140, Wahlbeteiligung: 77,3 % |                                         |                    |         |

#### Stichwahl
| Kandidat                                                                       | Partei                                  | Wahlkreis- stimmen | Prozent |
| ------------------------------------------------------------------------------ | --------------------------------------- | ------------------ | ------- |
| Josef Žd'árský                                                                 | Tschechische Agrarpartei                | 5691               | 64,5 %  |
| Ján Janč                                                                       | Tschechische Sozialdemokratische Partei | 3137               | 35,5 %  |
| Wahlberechtigte: 13.705, Ungültige/Leere Stimmen: 124, Wahlbeteiligung: 65,3 % |                                         |                    |         |